# شیردل (فیلم ۱۹۹۰)
شیردل (به انگلیسی: Lionheart) یک فیلم رزمی و درام آمریکایی محصول سال ۱۹۹۰ میلادی به کارگردانی شلدون لتیچ با بازی ژان کلود ون دام در نقش لیون گلتیر است. این فیلم در ایران با نام سرباز فراری نیز شناخته می‌شود. همچنین دارای اولین بازیگری اشلی جانسون است. ون دام نقش یک لژیونر خارجی فرانسوی مستقر در آفریقا را بازی می‌کند که باید به ایالات متحده فرار کند و وارد مدار جنگ زیرزمینی شود تا برای خانواده برادر کشته شده اش پول جمع کند.
این فیلم برای اولین بار در فرانسه در ۱ اوت ۱۹۹۰ اکران شد و در ایالات متحده در ۱۱ ژانویه ۱۹۹۱ اکران شد. فیلم نقدهای ضعیفی دریافت کرد، اما موفقیت ون دام را به عنوان یک هنرپیشه پولساز مرد مهم سینمایی در آمریکای شمالی تعین کرد.

## خلاصه داستان
لیون گلتیر معروف به شیردل یک لژیون خارجی فرانسه مستقر در جیبوتی در شمال آفریقا، وارد آمریکا می‌شود و برادر خود را مرده و همسر و فرزند برادرش را بی‌پول پیدا می‌کند و برای به دست آوردن پول وارد مسابقات خطرناکی می‌شود که ممکن است به قیمت جانش تمام شود.

## ساخت
فیلمبرداری اصلی از ۸ نوامبر ۱۹۸۹ آغاز شد. اکثر فیلم در منطقه لس آنجلس فیلمبرداری شده است، از جمله صحنه‌هایی که در شهر نیویورک اتفاق می‌افتد. دریاچه ژان درای، در صحرای نوادا، در صحنه فرار فیلم به جای جیبوتی بود، به عنوان اولین کارگردان، لتیچ از سوی برخی از اعضای گروهش احساس چالش می‌کرد و رابطه‌ای مشاجره‌آمیز با فیلمبردار رابرت سی. نیو داشت، که نزدیک بود او را اخراج کند.
طراحی رقص مبارزات یک تلاش مشترک بین ون دام، میشل قیسی و فرانک دوکس بود. درگیری با جف لنگتون در پارکینگ زیرزمینی در ابتدا یکی از نمایش‌های ورزشی فیلم بود، اما ون دام می‌خواست تماشاگران را غافلگیر کند و پیشنهاد کرد که به سرعت آن را با ضربه‌ای به کشاله ران پایان دهد. صحنه برهنه ون دام نیز به درخواست خود بازیگر در طول فیلمبرداری انجام شد.

## بازخوردها
- در راتن تومیتوز، این فیلم بر اساس رای ۱۸ نقد، با میانگین امتیاز ۴٫۴ از ۱۰ را دارد.[۴]
- در متاکریتیک بر اساس بررسی‌های ۱۰ منتقد، امتیاز ۴۱٪ دارد که نشان‌دهنده «بررسی‌های مختلط یا متوسط» است.[۵]
- تماشاگران شرکت‌کننده در نظرسنجی سینماسکور به فیلم نمره متوسط «B+» در مقیاس A+ تا F دادند.[۶]

## بودجه و فروش
این فیلم با بودجه ۶ میلیون دلاری در سال ۱۹۸۹ میلادی فیلمبرداری و ساخته شد که در اواخر سال ۱۹۹۰ اکران سینمایی داشت. فیلم در آمریکا ۲۴ میلیون دلار فروش کرد. ولی فروش جهانی فیلم بیش از ۶۰ میلیون دلار بود.